# Rolande Falcinelli
Pour les articles homonymes, voir Falcinelli.
Rolande Falcinelli, née le 18 février 1920 à Paris et morte le 11 juin 2006 à Pau, est une musicienne française. Elle a été organiste, pianiste, compositrice, improvisatrice et pédagogue. Elle est l'une des premières femmes organiste de profession.

## Biographie
Rolande Falcinelli (pour l'état-civil : Ginabat-Falcinelli) est née dans une famille de peintres. Elle entre au Conservatoire de Paris en 1932 et y fait ses classes d'écriture (harmonie chez Marcel Samuel-Rousseau, contrepoint et fugue chez Simone Plé-Caussade, composition chez Henri Büsser). Après avoir déjà étudié le piano auprès d'Isidor Philipp et l'accompagnement dans la classe d'Abel Estyle, elle se prépare à entrer dans la classe d'Yves Nat. Cependant, la Seconde Guerre mondiale éclata et la plupart des professeurs quittent Paris. À défaut de classe de piano, Falcinelli se tourne alors vers l'orgue qu'elle travaille d'abord avec Gaston Litaize, avant d'entrer en 1941 dans la classe d'orgue et d'improvisation de Marcel Dupré, où elle obtient un Premier Prix en 1942. Cette même année, elle décroche un Second Grand Prix de Rome de composition.
Elle est organiste titulaire à la Basilique du Sacré-Cœur de Montmartre de 1946 à 1973 – l'une des premières femmes travaillant pour une grande tribune de Paris – professeur d'orgue au Conservatoire américain de Fontainebleau de 1948 à 1955 et à l'École normale de musique de Paris de 1951 à 1955. Elle prend la succession de Marcel Dupré au Conservatoire de Paris en 1954, où elle est professeur d'orgue et d'improvisation jusqu'en 1986.
Beaucoup d'élèves de sa classe deviennent à leur tour de brillants organistes : Patrice Caire, Yves Castagnet, Sophie-Véronique Cauchefer-Choplin, Francis Chapelet, Marie-José Chasseguet, Maurice Clerc, Yves Devernay, Marie-Bernadette Dufourcet-Hakim, Thierry Escaich, Naji Hakim, André Isoir, Philippe Lefebvre, Jean-Pierre Leguay, Loïc Mallié, Odile Pierre, Pierre Pincemaille, Louis Robilliard, Daniel Roth et Louis Thiry, entre autres.
Elle a une fille, Sylviane (née en 1956), musicologue, de son mariage avec l'Allemand Felix Otto, producteur à la Norddeutscher Rundfunk (NDR) à Hambourg.

## Œuvre
Rolande Falcinelli a écrit de nombreuses pièces pour orgue (notamment Triptyque op. 11, Poèmes-Études op. 26, Prophétie op. 42, Esquisses symphoniques op.45, Le Sermon sur la Montagne op. 46, Variations-Études sur une Berceuse op.48, Mathnavi op. 50, ainsi que Le Mystère de la Sainte-Messe op. 59 pour deux orgues) et aussi des pièces pour d'autres instruments seuls (violoncelle, flûte) ou en formation de chambre (alto et piano, violoncelle et piano, voix et piano, piano et orgue, orgue et un ou deux altos, quatuor à cordes, etc.), ainsi que pour orchestre (avec orgue, piano ou voix).
Elle s'attache notamment, à la suite de ses activités au sein du CEMO (Centre d'Études de Musique Orientale), à intégrer des éléments de musique iranienne dans certaines de ses compositions (Mathnavi op. 50 pour orgue, Miniatures persanes op. 52 pour orgue, Azân op. 61 pour flûte et orgue).
Rolande Falcinelli est l'auteur d'une Initiation à l'orgue parue chez Bornemann, Paris, en 1971. Cet ouvrage concis complète celui de son maître Marcel Dupré (Méthode d’orgue, Paris, 1927).

## Compositions

### Orgue seul
- Triptyque op. 11 (écrit 1941. Paris, Bornemann/Leduc, 1982) :
  - Litanies
  - Rondel
  - Fugue
- Épigraphe funèbre op. 21. In memoriam Jean-Claude Touche (écrit 1944. Sampzon, Éditions Delatour France)
- Nocturne féerique op. 23bis (Transcription pour orgue 1946, inédit)
- Petit Livre de Prières op. 24 (écrit 1946. Paris, Bornemann/Leduc, 1948) :
  - À St. Dominique
  - À Notre Père
  - À Notre Seigneur Jésus-Christ
  - Au St. Esprit
  - À la Très Sainte Trinité
  - Au Cœur Sacré de Jésus
  - À Sainte Thérèse de l'Enfant-Jésus
  - Ora pro nobis, Amen
- Poèmes-Études op. 26 (écrit 1948-60. Inédit) :
  - Danse éternelle de Lakshmi
  - La Guitare enchantée
  - Troïka
  - Scaramuccio
- 5 Chorals sur l'Antienne du Magnificat du Saint-Sacrement op. 28 (écrit 1950-51. Paris, Bornemann/Leduc, 1952) :
  - O sacrum convivium! in quo Christus sumitur…
  - Recolitur memoria passionis ejus
  - Mens impletur gratia
  - Et futuræ gloriæ nobis pignus datur
  - Alleluja
- Rosa mystica sur sept thèmes grégoriens à la Vierge op. 29 (écrit 1951. Paris, Éditions de la Schola Cantorum)
- Poème en forme d'improvisation op. 31 (écrit 1953. Mayence, Schott, 2007)
- 'Prélude à l'Introït de la Messe du Sacré-Cœur op. 34 (écrit 1956. Paris, Éditions de la Schola Cantorum)
- Cor Jesu sacratissimum op. 36 (écrit 1958. Paris, Éditions musicales transatlantiques, 1966)
- Messe pour la Fête du Christ-Roi op. 38 (écrit 1959-60. Paris, Éditions de la Schola Cantorum) :
  - Choral-Prélude à l'Introït de la Messe du Christ-Roi
  - Offertoire pour la Fête du Christ-Roi
  - Élévation
  - Communion pour la Fête du Christ-Roi
- Morceau en ré mineur sans opus (écrit 1960, inédit)
- La Cathédrale de l'Âme op. 39 (écrit 1962-72. Sampzon, Éditions Delatour France) :
  - Portail
  - Réflexion
  - Méditation
  - Concentration
  - Affirmation
  - Initiation
  - Contemplation
  - Adoration
  - Communion
  - Sanctum Sanctorum
- Cortège funèbre : Sortie pour la Messe des morts op. 41 (écrit 1965. Paris, Éditions de la Schola Cantorum)
- Intermezzo en sol majeur sans Opus (écrit 1965, inédit)
- Prophétie d'après Ézéchiel : Poème pour orgue op. 42 (écrit 1959-66. Paris, Éditions musicales transatlantiques, 1975)
- Salve Regina op. 43 (écrit 1968. Paris, Bornemann/Leduc, 1969)
- 14 Études insérées dans l'Initation à l'orgue (écrit 1969-70. Paris, Bornemann/Leduc, 1971) :
  - Étude no 1 - Dialogue
  - Veni Creator
  - Étude no 2 - Chanson
  - Variations sur on Rondeau d'Adam de la Halle
  - Étude no 3 - Intermezzo
  - Étude no 4 - Mélodie
  - Étude no 5 - Récitatif
  - Étude no 6 - Choral (pour l'Ascension)
  - Étude no 7 - Prélude (pour la Pentecôte)
  - Étude no 8 - Trio
  - Étude no 9 - Fughetta
  - Étude no 10 - Mouvement perpétuel
  - Étude no 11 - Ricercare
  - Étude no 12 - Toccata
- Esquisses symphoniques en forme des variations op. 45 (écrit 1971. Sampzon, Éditions Delatour France) :
  - Largo sostenuto
  - Adagio espressivo
  - Allegro marcato
  - Grave
  - Allegretto leggiero
  - Larghetto
  - Allegretto giocoso
  - Allegro recitativo
  - Andante molto moderato
  - Allegro ritmico
- Le Sermon sur la montagne op. 46. Poème mystique d'après l'Évangile selon Saint Matthieu (écrit 1971-72. Mayence, Schott, 2007)
- Variations-Études sur une Berceuse op. 48 (écrit 1972-73. Paris, Combre, 1982)
- Mathnavi d'après le poème mystique d'Ibrahim Arâqî op. 50 (écrit 1973. Paris, Bornemann/Leduc, 1974)
- Miniatures persanes op. 52 (écrit 1974. Sampzon, Éditions Delatour France) :
  - Moburati-Bâd
  - Monâdjat
  - Qalandar
  - Zurkhâné
- Épure op. 67 no 1 (écrit 1983. Paris, Combre, 1983)
- Méandres op. 7 no 2 (écrit 1983. Paris, Combre, 1983)
- Missa Brevissima op. 69 (écrit 1956-1985. Paris, Éditions de la Schola Cantorum) :
  - Prélude à l'Introït
  - Offertoire
  - Elévation
  - Communion
  - Deo Gratias (inédit)
- Sonatina per Scherzare op. 73 (écrit 1988. Éditions Lisset) :
  - Tempo di Valser
  - Tempo di Marcia
  - Tempo di Barcarola
  - Tempo di Rondo

### Orgue avec autres instruments ou voix
- Choral et Variation sur le Kyrie de la Messe "Orbis Factor" pour orgue et orchestre op. 12 (écrit 1942, inédit)
- Nocturne féerique pour orgue, 2 pianos, 2 harpes, célesta et batterie op. 23 (écrit 1946, inédit)
- 4 Motets à la Vierge pour voix et orgue op. 37 (écrit 1959):
  - Ego lilium convallium pour soprano solo, baryton solo, chœur mixte à 4 voix et orgue (Rome, AISC)
  - Regina Cæli Lætare pour soprano solo, chœur à 3 voix de femmes et orgue (Rome, AICS)
  - Tota Pulchra es pour soprano ou ténor solo et orgue (non retrouvés)
  - Virgo Mater Filia pour voix moyenne et orgue (non retrouvés)
- Mausolée "à la gloire de Marcel Dupré" pour orgue et orchestre op. 47 (écrit 1971-72, orchestration 1973, inédit):
  - Prélude
  - Fugue
  - Choral
- Chant de peine et de lutte pour violon et orgue op. 53 (écrit 1974. Sampzon, Éditions Delatour France)
- 3 Chants profanes pour soprano et orgue op. 55 (écrit 1974-75, inédit) :
  - Aurore d'hiver (G. Apollinaire)
  - Ronsard à son âme (P. Ronsard)
  - Lumière, ma Lumière! (R. Tagore)
- Canzon per sonar pour orgue et deux altos op. 57 (écrit 1975, inédit)
- Le Mystère de la Sainte-Messe pour deux orgues op. 59 (écrit 1976-82, inédit) :
  - Introïtus, Kyrie eleison, Gloria, Evangelio
  - Credo, Offertorium, Sanctus, Elevatio
  - Pater Noster, Agnus Dei, Communio, Ite missa est
- Tétrade pour alto et orgue op. 60 (écrit 1976, inédit)
- Azân pour flûte et orgue op. 61 (écrit 1977. Mayence, Schott, 2008)
- Quand sonnera le glas pour voix et orgue op. 62 (écrit 1978)
- Psaume XIII pour baryton et orgue op. 63 (écrit 1978, inédit)
- Aphorismes pour piano et orgue op. 64 (écrit 1979-80, inédit)
- 'Psautier pour soprano et orgue op.65 (écrit 1980, inédit)
- Kénose pour violoncelle et orgue op. 68 (écrit 1983. Sampzon, Éditions Delatour France, 2006)

### Piano seul
- D'une âme…: poème varié en dix chants enchaînes op. 15 (écrit 1942. Éditions Lisset) :
  - Indécise
  - …Triste
  - Insouciante
  - Ardente…
  - Tendre…
  - Inquiète…
  - Moqueuse…
  - Rêveuse…
  - Orageuse…
  - Apaisée…
- Jeu d'un Biquet op. 30 (écrit 1953, inédit)
- Harmonies et lignes: Huit petites pièces op. 32 (écrit 1955. Paris, Leduc, 1955) :
  - Choral et Invention
  - Litanies et Invention
  - Aria et Invention
  - Sarabande et Invention
- Mémorial Mozart : Suite pour piano ou orgue op. 35 (écrit 1955-56, inédit) :
  - Préambule
  - Ricercar
  - Gavotte
  - Récitatif
  - Toccata
- Berceuse en mi-bémol majeur pour piano ou orgue, sans numéro d'opus (écrit 1956, inédit)
- Chanson en ré majeur sans Opus (écrit 1959, inédit)
- Chaconne en sol mineur sans Opus (écrit 1959, inédit)
- Résonances poétiques op. 40 (écrit 1964-65, inédit):
  - Recueillement
  - Campane
  - Rochers
  - Fontaine
  - Brumes
  - Arondes
  - Neige
  - Flammes
- Pochades op. 44 (écrit 1971, inédit) :
  - Dédicace
  - Nébulosité
  - Six gouttes d'eau
  - Câline

### Musique de chambre
- Prélude et Scherzo pour septuor op. 3 (écrit 1939, inédit)
- Suite fantaisiste pour violon et piano op. 6 (écrit 1940, inédit) :
  - Fantoches
  - Chanson tchèque
  - Épitaphe
  - Petit soldat
  - Berceuse
  - Lucioles
- Quatuor à cordes op. 9 (écrit 1940, inédit) :
  - Large et très expressif
  - Scherzo
  - Modéré
  - Variations
- La Messiade op. 10bis (Réduction pour piano 1941-42, inédit)
- Cecca, la Bohémienne ensorcelée op. 22b (Réduction pour piano 1943-45, inédit)
- Berceuse pour basson et piano op. 33 (écrit 1956, inédit)
- Gavotte en mi mineur pour clavecin, sans numéro d'opus (écrit 1956, inédit)
- Morceau pour hautbois et piano, sans numéro d'opus (écrit 1958, inédit)
- Arietta (Andante quasi adagio) en mi mineur pour clavecin, sans numéro d'opus (écrit 1958, inédit)
- Quatrains d'Omar Khayyam pour soprano, baryton et quatuor à cordes op. 51 (écrit 1973, inédit) :
  - Amis!…Souvenez-vous… (baryton seul)
  - On ne sait pour quel motif… (soprano seule)
  - Avant toi et moi (soprano et baryton)
  - Puisque le Seigneur n'a pas voulu… (soprano seule)
- Résonances romantiques pour clavecin op. 54 (écrit 1973-75, inédit) :
  - Solitudes
  - Rêves
  - Rencontres mystérieuses
  - Clairs-obscurs
  - Confidences
  - Dialogues
  - Pluie de lumière
- Chant d'ombre et de clarté pour violoncelle op. 56 (écrit 1975. Sampzon, Éditions Delatour France)
- Inventions pour clavecin op. 58 (écrit 1976. Paris: Les Éditions Ouvrières, 1976) :
  - Prélude
  - Litanie
  - Variations
  - Ricercar
  - Rondinetto
  - Danse
- Krishna-Gopala pour flûte seule op. 66 (écrit 1985. Paris, Leduc, 1985)
- Récurrence pour alto et piano op. 70 (écrit 1986. Paris, Billaudot)
- Trinomio pour hautbois ou cor anglais op. 72 (Sampzon, Éditions Delatour France) :
  - Preliminare (cor anglais)
  - …Fugato il contrappunto delle voci… (hautbois)
  - …e piccole variazioni (successivement Hautbois, puis Cor Anglais)
- Morceau (Lent) en fa mineur pour clavecin, sans Opus (non daté, inédit)

### Piano et orchestre
- Polska : Suite sur des thèmes populaires slaves op. 8 (écrit 1940, inédit) :
  - Prélude
  - Berceuse
  - Scherzetto
  - Variations
- D'une âme…: poème en dix chants op. 15bis (orchestration 1942-50, inédit)

### Mélodies
- 3 Mélodies (sur des poèmes de Paul Fort) op. 1 (écrit 1937-38, inédit) :
  - La Ronde
  - Berceuse
  - La France
- 2 Chansons pour soprano et ténor op. 2 (écrit 1939, inédit)
- 8 Chants populaires op. 4 (écrit 1939, inédit) :
  - 3 chansons champenoises :
    - Trimausett' (chant de quête)
    - Pastorale châlonnaise
    - Le petit bossu

  - 3 chansons canadiennes :
    - Je n'ai pas de barbe au menton
    - J'ai cueilli la belle rose
    - C'est le vent frivolant

  - 2 chansons de Lorraine :
    - Fauchette la quêteuse
    - En passant par la Lorraine
- 3 Mélodies (sur des poèmes de Théophile Gautier) op. 5 (écrit 1939, inédit) :
  - Dernier vœu
  - Noël
  - Carmen
- Soleil couchant (sur un poème de Théophile Gautier) op. 7 (écrit 1940, inédit)
- Ouargla (sur un poème de Pierre Bertin) op. 18 (écrit 1945, inédit)
- Prélude et fugue sur le nom de Jean-Sébastien Bach pour chant et piano ou clavecin op. 27 (écrit 1950, inédit)
- Affinités secrètes (sur un poème de Théophile Gautier) pour soprano et piano op. 49 (écrit 1973, inédit)

### Œuvres de chœur
- Messe de Saint-Dominique pour chœur mixte a cappella op. 25 (écrit 1947, inédit) :
  - Kyrie
  - Gloria
  - Sanctus
  - Benedictus
  - Agnus Dei

### Voix et orchestre
- 3 Chansons champenoises pour soprano et orchestre (extraites de 8 Chants populaires op. 4bis, orchestration 1939, inédit)
- 3 Mélodies pour soprano et orchestre op. 5bis (orchestration 1939, inédit)
- Soleil couchant pour soprano et orchestre op. 7bis (orchestration 1940, inédit)
- La Messiade : oratorio pour soli, chœurs et orchestre op. 10 (écrit 1941, inédit) :
  - Chant Premier: La Trahison (Prélude, Scène I, Scène II, Scène III)
  - Chant Deuxième: Le Jugement
  - Chant Troisième: La Mort sur le Golgotha (Prélude et Marche Funèbre, Double Chœur, Choral)
- Cavalier (sur un poème de Saint-Georges de Bouhélier) pour chœur mixte et orchestre op. 13 (écrit 1942, inédit)
- Pygmalion délivré: scène lyrique op. 14 (écrit 1942, inédit)
- Orphelia (sur un poème de Arthur Rimbaud) pour voix de femmes et orchestre op. 16 (écrit 1943, inédit)
- Icare : scène lyrique (sur un texte de Jules Supervielle) pour soprano, tenor, baryton et orchestre op. 17 (écrit 1943, inédit)
- Danse de Nymphes (sur un poème de Tristan Derème) pour voix de femmes et orchestre op. 19 (écrit 1944, inédit)
- Louise de la Miséricorde: scène lyrique (cantate) pour soprano, mezzo soprano, baryton et orchestre (sur un texte de Charles Clerc) op. 20 (écrit 1944, inédit)
- Psautier pour soprano et orchestre op. 65 (écrit 1980, inédit)

### Orchestre Symphonique
- Marana Thâ op. 74 (écrit 1989, inédit) :
  - Invocation
  - Fulgurances et clairs-obscurs
  - Amen

### Ballet
- Cecca, la Bohémienne ensorcelée. ballet en 1 acte et 3 tableaux op. 22 (écrit 1943-45)

### Transcriptions pour orgue seul
- Johann Sebastian Bach : L'Offrande Musicale. Bruxelles, Schott Frères, 1963.
- Johann Sebastian Bach : Variations Goldberg. Inédit.

### Œuvres pédagogiques
- Initiation à l'orgue. Paris, Bornemann/Leduc, 1971.
- École de la Technique Moderne de l'Orgue (inédit) :
  - 1re partie: Théorie de la Technique
  - 2e partie: Pratique de la Technique de pédale (Tome A : Gammes - Tome B : Arpèges)

## Écrits

### Analyses
- Analyse des œuvres pour piano et orgue, Les cahiers Marcel Dupré, vol. I, Tournai, Collegium Musicum, 1984.
- La Symphonie-Passion de Marcel Dupré, L'Orgue Francophone, no 16, 1994.  (ISSN 0985-3642).

### Articles

#### Orgue
- L’art de l’improvisation, L’orgue No. 218 (1991), p. 25–30.
- École de la Technique moderne de l'orgue, 3 tomes, inédit.
- Étude sur l'orgue romantique dans Cahiers de L'Orgue, no 5, Toulouse, [1960].
- Évolution de l'orgue, faisons le point, dans Musique et instruments, Horizons de France, 1976.
- Introduction à l'enseignement de l'orgue, inédit.
- L'enseignement de l'orgue dans Musique et radio, 1964.
- L'orgue, communication pour l'Institut de France, 1964.
- Panorama de la technique de l'orgue, son enseignement, ses difficultés, son devenir, inédit, 1998.
- Réflexion sur l'enseignement de la technique, du style et de l'interprétation à l'orgue dans Musique et instruments, 1966?
- Regard sur l'interprétation à l'orgue, inédit, 1998.

#### Marcel Dupré
- Marcel Dupré, quelques œuvres, Paris, Leduc, 1955.
- "L'interprétation de l'œuvre d'orgue de Marcel Dupré", Rolande Falcinelli et la classe du Conservatoire, L'orgue, Cahiers et Mémoires, no 26, 1981-II.
- Catalogue analytique du Chemin de la Croix de Marcel Dupré, Tournai, Collegium Musicum, 1984.
- Le compositeur, Les cahiers Marcel Dupré, vol. I, Tournai, Collegium Musicum, 1986.
- Commentaire sur "L'orgue de demain" de Marcel Dupré, Les cahiers Marcel Dupré, vol. II, Tournai, Collegium Musicum, 1990.
- Présentation d'un récital d'improvisations par Marcel Dupré, Les cahiers Marcel Dupré, vol. II, Tournai, Collegium Musicum, 1990.
- La genèse de l'édition de travail de Marcel Dupré, in : L'orgue francophone, FFAO, 3e Symposium, 1990.
- Marcel Dupré le pédagogue, Hommage à Marcel Dupré, ouvr. coll., ADIAM, 1992.

#### Conservatoire National Supérieur de Musique de Paris
- "La classe d'orgue du Conservatoire National Supérieur de Musique de Paris", Rolande Falcinelli et la classe du Conservatoire, L'orgue, Cahiers et Mémoires, no 26, 1981-II.

### Préfaces
- Marcel Dupré, Facture d'orgue, Paris, AAAMD, 1982.
- Marcel Dupré, Philosophie de la musique, Tournai, Collegium Musicum, 1984.
- Rolande Falcinelli, Souvenirs et Regards, entretiens avec Stéphane Detournay, Tournai, Collegium Musicum, 1985.

### Témoignages
- "Pierre Cochereau", Pierre Cochereau, Témoignages, ouvr. coll. Zurfluh, 1999, pp. 354-55.  (ISBN 2-87750-087-X).
- "Yves Devernay", In Memoriam Yves Devernay 937-1990, publié par Les orgues de Saint-Christophe de Tourcoing, 1991.
- "Norbert Dufourcq", Cahiers et Mémoires de L'Orgue, no 49-50, 1993.

## Discographie(extraits)
- Marcel Dupré: Intégrale de l'œuvre (3 disques parus).
  - Disque 1. Œuvres d'orgue : Les nymphéas, op. 54. Scherzo, op. 16. Angélus, op. 34. Deux esquisses, op. 41.
  - Disque 2. Œuvres d'orgue : Trois préludes et fugues, op. 7. Trois préludes et fugues, op. 36.
  - Disque 3. Œuvres d'orgue : Trois hymnes, op. 58. Annonciation, op. 56. Six antiennes, op. 48. Variations sur un vieux noël, op. 20.
    - Rolande Falcinelli, orgue. Auditorium Marcel Dupré, Meudon. France : 3LP Disque Edici, 1968. ED 001 101.
- Marcel Dupré: Œuvres pour piano et orgue.
  - Variations sur deux thèmes, op. 35 - Ballade, op. 30 - Sinfonia, op. 42 - Variations en ut-dièse mineur, op. 22, pour piano.
    - Rolande Falcinelli, piano. Marie-José Chasseguet, orgue. Lyon : LP REM, 1977.
- Marcel Dupré : Symphonie-Passion, op. 23.
  - Rolande Falcinelli, orgue de la cathédrale Saint-Pierre à Angoulême, Lyon, REM 10895.
- Marcel Dupré : Le chemin de la croix, op. 29.
  - Rolande Falcinelli, orgue. Grandes Orgues de Notre-Dame de Paris, juin 1981. 2CD Disques du Solstice, 2001. SOCD 193/4.
- The Art of Rolande Falcinelli : Interpreter, Composer, Improviser.
  - César Franck (Premier Choral), Marcel Dupré (Esquisses op. 41, Carillon op. 27), Rolande Falcinelli (Sonatina per Scherzare op. 73, Offertoire de la Messe op. 38) et deux improvisations.
    - Rolande Falcinelli, orgue. Orgues de la Cathédrale de Dijon et du Münster de Basel (Suisse). Pays-Bas : Festivo, 2006. Festivo 6962.062.
- Rolande Falcinelli interprète du XXe siècle.
  - Œuvres de Marcel Dupré (Evocation, Scherzo en fa mineur), César Franck (Priere, Cantabile), Louis Vierne (Impromptu, Gargouilles et Chimeres).
    - Rolande Falcinelli, orgue. Orgue de la Cathédrale de Belley. France : Éditions Hortus, 2006. Hortus 038.
- Rolande Falcinelli joue Rolande Falcinelli.
  - Esquisses Symphoniques en forme de Variations op. 45, Miniatures persanes op. 52, Prophétie d’après Ezéchiel op. 42.
    - Rolande Falcinelli, orgue. Orgue de la Cathédrale St. Pierre d’Angoulême, 1984. Festivo, 2007. Festivo 6962.112
- Rolande Falcinelli : Improvisations.
  - Sur des thèmes de Jean-Jacques Werner, Maurice Duruflé, Éliane Lejeune-Bonnier et sur les noms de Franz Liszt et Marcel Dupré.
    - Rolande Falcinelli, orgue. Orgue de la Cathédrale de Belley, Orgue de la Cathédrale Saint-Louis de Versailles, Saint-Étienne-du-Mont. France : Éditions Hortus, septembre 2010. Hortus 079.

## Émission radiophonique
- Anne-Charlotte Rémond : Rolande Falcinelli, une vie pour la musique, émission radiophonique, Radiofrance, 2023[5].

## Dossiers
- Rolande Falcinelli et la classe d'orgue du Conservatoire. "L'Orgue : Cahiers et Mémoires" No. 26, 1981-II.
- Rolande Falcinelli, compositrice, organiste, professeur d'orgue au CNSMP. Textes de Sylviane Falcinelli, Rolande Falcinelli et Stéphane Detournay, bulletin de l'Association Maurice et Madeleine Duruflé, no 7-8, 2008.
- Rolande Falcinelli, portrait intime, Orgues Nouvelles, no 50, 2020.

## Thèses doctorales
- Lenore Alford, The feminine aesthetic in the compositions of Rolande Falcinelli. DMA Dissertation, University of Texas at Austin, 2008, 76 p.
- Stéphane Detournay, Rolande Falcinelli : Une esthétique de la Synthèse. Les enjeux d'une pensée humaniste à l'ère postmoderne. Thèse de Doctorat en Esthétique et Pratique des Arts, 2 volumes, Lille-III, 2001, 1088 p. Publié par l'ANRT (réf : 39180).  (ISBN 2-7295-5120-4).
- Lorette D. Graner, Virtuosity and Technique in the Organ Works of Rolande Falcinelli, DMA Dissertation, University of Cincinnati, 2014, 99 p.
- Odile Jutten, L'enseignement de l'improvisation à la classe d'orgue du Conservatoire de Paris, 1819-1986, d'après la thématique de concours et d'examens. Thèse de Doctorat en Musicologie, 2 volumes, Université de Paris-IV, 1999, 871 p. Publié par l'ANRT (réf : 29817).  (ISBN 9782729532987).
- Thimothy Tikker, Mausolée à la gloire de Marcel Dupré par Rolande Falcinelli, DMA Dissertation, University of Michigan, 2013.
- Zachary Klobnak, The solo organ work of Rolande Falcinelli, DMA Dissertation, University of Illinois at Urbana-Champaign, 2017, 100 p.

### Études et documents
- Les enregistrements et la thèse de Lenore Alford, D.M.A.
- Virtuosity and Technique in the Organ Works of Rolande Falcinelli, Loretta D. Graner, University of Cincinnati (2014), 99. p.
- Archives Rolande-Falcinelli 2015 Ruth T. Watanabe Special Collections, Sibley Music Library, Eastman School of Music University of Rochester (USA)